# ديك إزرائيل
ديك إزرائيل هو ممثل فلبيني، ولد في 10 ديسمبر 1959 في Porac ‏ في الفلبين، وتوفي في 11 أكتوبر 2016 في مانيلا في الفلبين.

## وصلات خارجية
- ديك إزرائيل على موقع IMDb (الإنجليزية)
- ديك إزرائيل على موقع قاعدة بيانات الفيلم (الإنجليزية)